# Piptadenia
Piptadenia es un género de arbustos y árboles tropicales de la  familia de leguminosas Fabaceae. Incluye 28 especies nativas de las Américas tropicales, desde el centro de México hasta el sur de Brasil y el noroeste de Argentina.

## Especies selectas
- Piptadenia affinis Burkart 1979
- Piptadenia africana Hook.f. 1849
- Piptadenia amazonica Ducke 1915
- Piptadenia gonoacantha (Mart.) J.F.Macbr. 1919
- Piptadenia micracantha Benth. 1875
- Piptadenia paniculata Benth. 1841
- Piptadenia peregrina (L.) Benth.: cojóbana
- Piptadenia rigida Benth.:  kurupa'y ra
- Piptadenia viridiflora (Kunth) Benth.
- Piptadenia voronoffii Pittier 1927
- Piptadenia weberbaueri Harms 1922
- Piptadenia winkleri Harms 1907
- Piptadenia zehntneri Harms 1924
- Piptadenia zenkeri (Harms) Pellegr. 1933

Varias especies formalmente en este género (como las usadas para preparar un psicotrófico:  tabaco para mascar, Anadenanthera colubrina/vilca  y Anadenanthera peregrina/parica) son ahora considerados sinónimos de las spp. de Anadenanthera.También se han incluido tres especies en el género Adenopodia. Otras han sido trasladados al género Pityrocarpa.